# Dornier P 406
Die Dornier P 406 war ein Projektentwurf des Herstellers Dornier für einen Kranhubschrauber mit einer Kapazität für Außenlasten von bis 40 Tonnen, dessen Forderungen das BMVg Anfang der 1960er veröffentlicht hatte. Das Projekt wurde eingestellt, als das BMVg die Forderung wieder fallen ließ. Unter den gleichen Forderungen boten z. B. die Vereinigten Flugtechnischen Werke (VFW) den Lizenzbau des Kranhubschraubers Sikorsky S-64 an.

## Beschreibung
Es handelte sich um einen Hubschrauber in den typischen Konturen wie auch beim Kranhubschrauber S 64. Das  hochbeinige Fahrwerk war beim Dornier Entwurf  mit großflächigen Stabilisierungsflächen verkleidet, die zur Stabilisierung im Schnellflug dienten.
Der Rotor folgte dem bereits bei der Dornier Do 32 erprobten und nachgewiesenen Blattspitzenantrieb mit dem Vorteil, dass kein Heckrotor oder gegenläufiger Rotor nötig ist, da dieser Reaktionsantrieb kein Gegendrehmoment erzeugt. Es sind keine Wellen, Getriebe, Kupplungen und Freilauf erforderlich. Das niedrigere Gewicht des dynamischen Systems ergab ein sehr günstiges Zuladungsverhältnis.
Entgegen dem Prinzip der Do 32 war hier der beim Projekt Do 132 erprobte Heißgasantrieb vorgesehen. Den Antrieb sollten drei Turbinen mit je 18.000 PS liefern, deren Schubgase durch den wärmeisolierten hohlen Rotormast, über den Rotorkopf und die wärmeisolierten Rotorblätter zu den Schubdüsen an den Blattspitzen geleitet wurden, sodass sie ohne größere Verluste an den Blattspitzendüsen in Schubkraft umgewandelt werden sollten. Es war noch ein kleineres verkleidetes Heckgebläse zur Stabilisierung/Giersteuerung im Schwebeflug bei der Lastenaufnahme vorgesehen. Insgesamt hätte der Hubschrauber ein maximales Abfluggewicht von über 80 Tonnen Eigengewicht und Nutzlast gehabt.
Innerhalb des Fahrwerkes sollten Standardcontainer gefasst werden oder an einem Seil schwebende Außenlasten angehängt werden können.

## Technische Daten
| Kenngröße        | Daten                         |
| ---------------- | ----------------------------- |
| Rotordurchmesser | 41,7 m, 3 Rotorblätter        |
| Antrieb          | 3 × Turbinen mit je 18.000 PS |
| Nutzlast         | 40.000 kg                     |
| Startgewicht     | Über 80 Tonnen                |